# Johann Rudolf Buxtorf
Johann Rudolf Buxtorf (* 24. Oktober 1747 in Basel; † 29. März 1831 Basel) war ein reformierter Theologe.
Johann Rudolf Buxtorf, ein Urenkel von Johann Buxtorf dem Älteren, studierte an der Universität Basel und war anschliessend Privatlehrer bei der Familie der Grafen von Schaumburg-Lippe. Danach kehrte er nach Basel zurück und wurde dort 1773 Professor der Rhetorik. 1793 doktorierte er und lehrte darauf bis zu seinem Rücktritt 1829 an der theologischen Fakultät. Er lehrte und erforschte ebenfalls Biblische Archäologie. Buxtorf amtete häufig als Dekan, fünfmal als Rektor der Universität, zudem war er 1813–1821 Erster Bibliothekar der Universitätsbibliothek. Als letzter Vertreter einer "vernünftigen" Offenbarungstheologie an der Basler theologischen Fakultät zog er sich auf "eine pietistisch durchsäuerte Orthodoxie" zurück. So hat er sich auch 1821/1822 zusammen mit Kollegen gegen die Berufung von Wilhelm Martin Leberecht De Wette ausgesprochen. Grössere Werke hat Buxtorf nicht publiziert.